# اچ‌ام‌اس هیمالیا (۱۸۵۴)
اچ‌ام‌اس هیمالیا (۱۸۵۴) (به انگلیسی: HMS Himalaya (1854)) یک کشتی بود که طول آن ۳۴۰ فوت (۱۰۰ متر) بود. این کشتی در سال ۱۸۵۳ ساخته شد.